# Левжа (село)
Левжа (мокш. Левжа) — село в Рузаевском районе Республики Мордовии Российской Федерации. Административный центр и единственный населённый пункт Левженского сельского поселения.
По итогам переписи населения 2021 года в Левже 377 домохозяйств, живёт 958 человек (443 мужчины и 515 женщин).

## Название
Название села происходит от основного занятия его жителей — изготовления мочала (мордовск. левож — «мочало»).
Также есть вторая версия происхождения названия: на месте будущего села было болото, заросшее осотом, по-мордовски осот «шяй», болото — «лебонь». Это означает «лебоньшяй», слово «лебоньшяй» было упрощено самими жителями в слово «левжа».
Прежнее название Богдашкино было образовано от имени первопоселенца.

## География

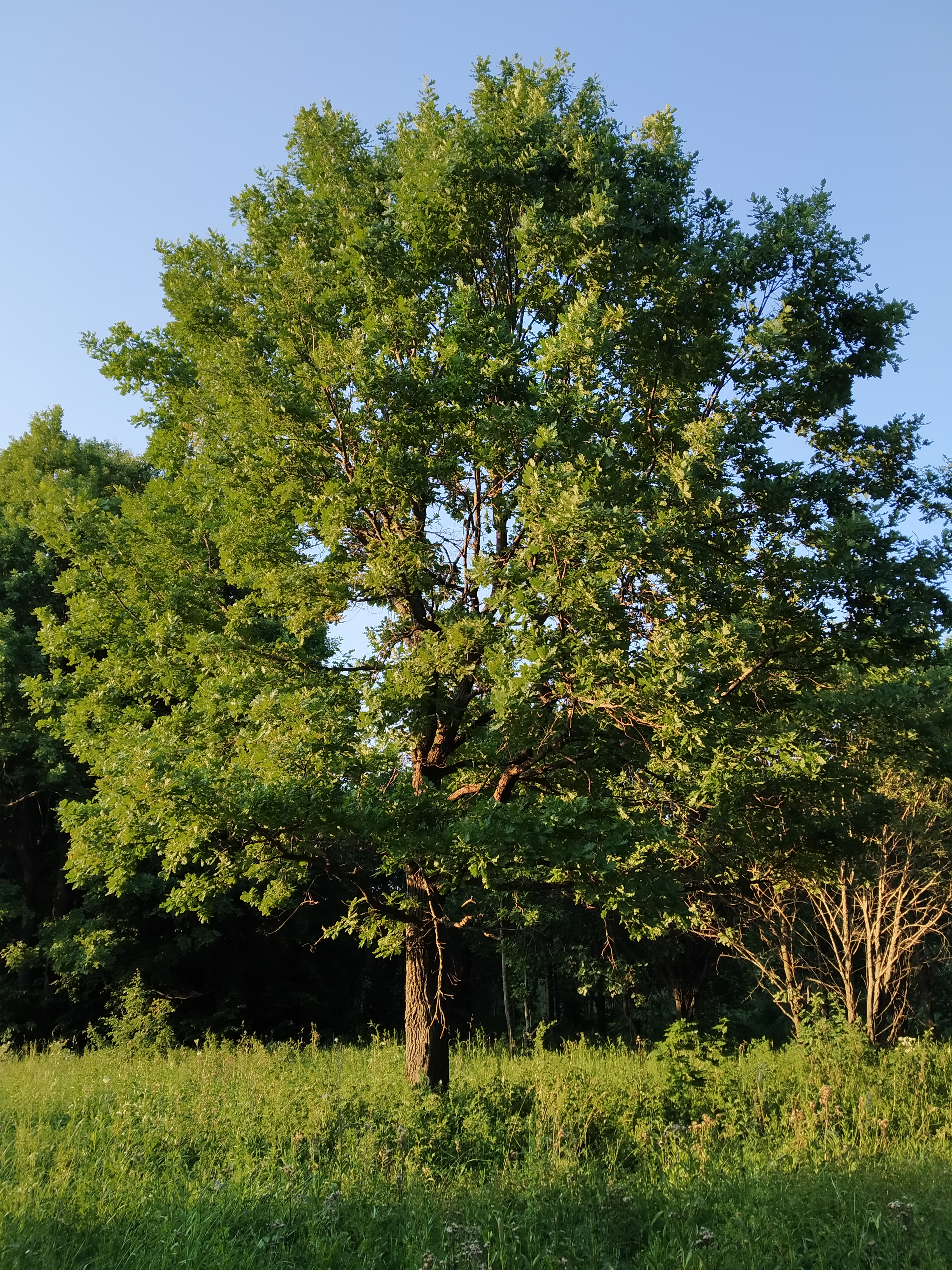
Дуб в Левженском лесу.

Село находится в центральной части Мордовии, в пределах северно-западного склона Приволжской возвышенности, в 7 км от районного центра и железнодорожной станции Рузаевка.
Рельеф представляет собой холмистую равнину с четко выраженными эрозионными формами (балки, лощины, ложбины, овраги). Поверхность поселения прорезана густой овражно-балочной и речной сетью.
Крупных рек в поселении нет. Гидрографическая сеть Левжи представлена следующими водотоками: р. Тарханка, р. Седьляй и рядом мелких водотоков. Долины рек характеризуются асимметричным строением. Вдоль русел речек наблюдается значительная заболоченность. Также в пределах и около села расположены 3 пруда: Алупейский, Верипейский и Какаевский.
Рядом с селом находится Левженский и Цицинский леса.
Климат умеренно континентальный, с теплым летом и умеренно суровой зимой.

## История

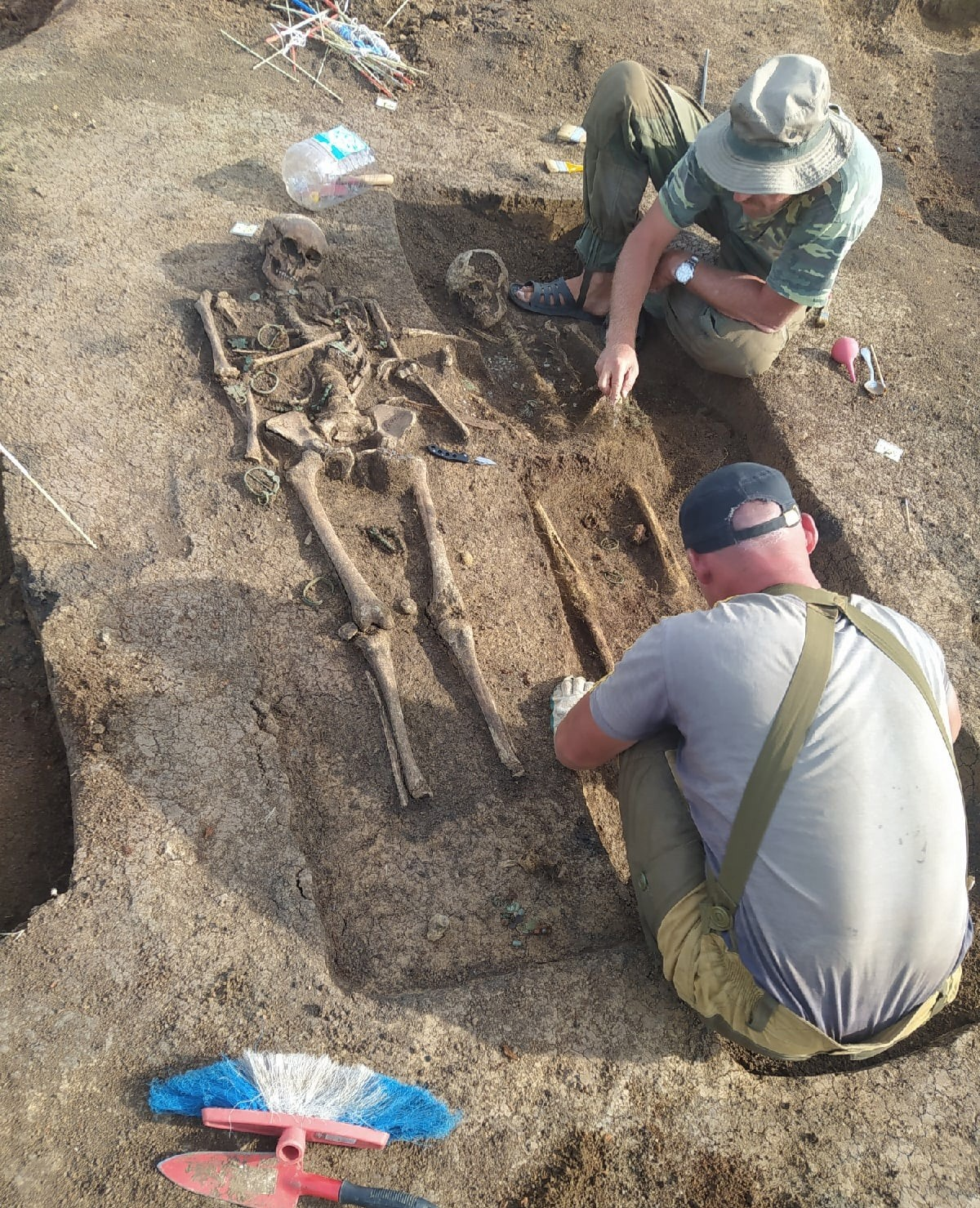
Раскопки могильника «Калмаляй»

Село Левжа было основано в XVII веке. В 2021 году при строительстве трассы «Северный объезд Рузаевки» был обнаружен грунтовый могильник. Вскоре древнее кладбище исследовали археологи во главе с Игорем Козмирчуком и Николаем Тропиным. Раскопки продолжались больше 2,5 месяцев. Исследователям удалось установить, что захоронение является языческим кладбищем, похоронены здесь жители села Левжа и датировано оно 1690—1740 годами. Всего было раскопано более 600 погребений и найдено около 1000 скелетов, так как треть захоронений были парными. Также было обнаружено множество детских могил, но это неудивительно, потому что детская смертность тогда была крайне высока. В женских погребениях археологи обнаружили многочисленные бусины, пряжки, подвески. Некоторые из них представляют систему нагрудных и головных украшений. Хотя сама ткань истлела, сохранилась лишь металлическая основа, по которой можно определить, в какой системе лежат бусы. Благодаря этому будет возможность восстановить облик женского костюма мордвы. Мужские захоронения достаточно скромны. В них археологи нашли ножи, кресала и ременные пряжки. Всего в могильнике «Калмаляй» было найдено более 66 тысяч находок! Кладбище перестало использоваться после крещения местной мордвы в 1740-х годах. 

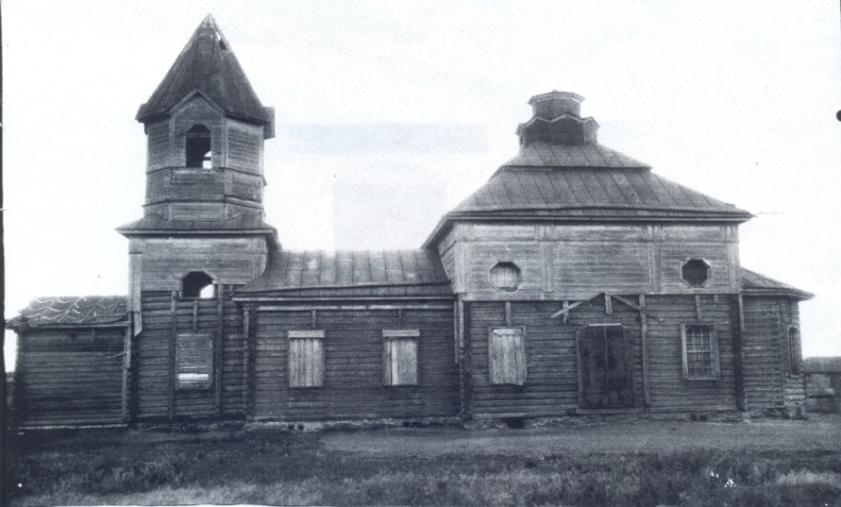
Никольская церковь в с. Левжа. До наших дней не сохранилась.

В «Списке населённых мест Пензенской губернии» 1869 года Левжа (Богдашкино) обозначено как казённое село Саранского уезда, Зыковской волости. Имелась одна община. Называлась она Левженской. По волости село считалось вторым. В селе имелся 141 двор, проживало 931 человек обоего пола.
Согласно «Памятной книжке Пензенской губернии за 1889 год» в Левже жило 1174 человека.
В 1894 году согласно «Справочной книге по Пензенской губернии» в Левже было 170 дворов и проживало 1350 человек.

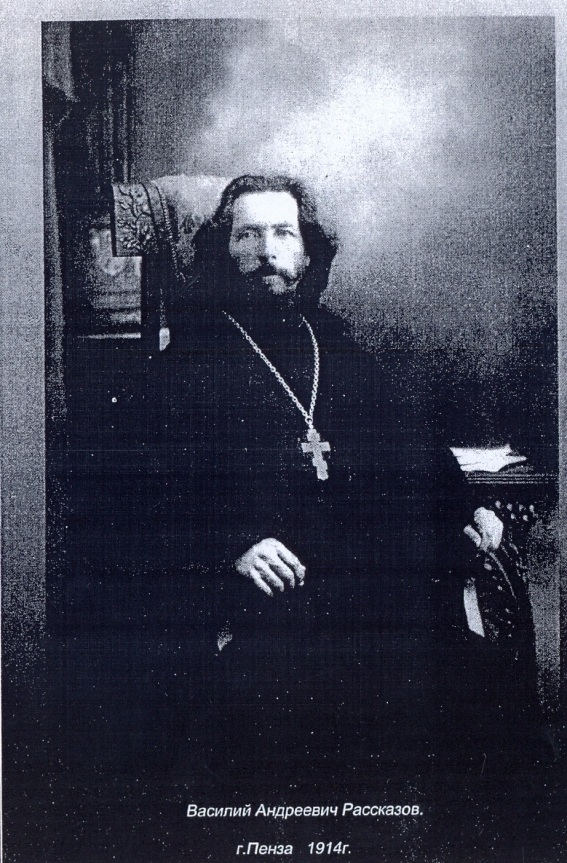
Василий Андреевич Рассказов.

В 1866 году в селе была возведена деревянная церковь. Она была названа Никольской в честь Николая Чудотворца. При ней открылась церковно-приходская школа с четырьмя классами. В школе учились дети не только левженцев, но и соседней деревни Надеждинка. В 1880-х годах храм был увеличен приделом, в котором освятили престол в честь Казанской иконы Божией Матери.
Настоятелей церкви было много но жителям особенно запомнился Василий Андреевич Рассказов. Среди своих учеников и прихожан батюшка пользовался глубоким уважением, как истинный пастырь, как человек готовый первым прийти на помощь. Так в 1891 году, когда Поволжье захлестнул небывалый голод, Василий Андреевич кормил нуждающихся из приходских и собственных доходов, за что трижды, в 1891, 1892 и в 1893 годах получал архипастырское благословение. После 1893 года Василий Андреевич был переведён из села Левжи в другую церковь. В 1931 году его арестовали и отправили в ссылку в Коми АССР, где и он и умер в 1933 году. Реабилитирован 19 апреля 1989 года.
К началу XX века в Левже было 5 ветряных мельниц, 5 кирпичных сараев, 1 кузница, 1 просодранка, 2 пожарные машины. Была 1 торговая и 2 пивные лавки. В селе было образовано кредитное товарищество. С появлением железной дороги в Рузаевке, некоторым жителям удалось устроиться на работу стрелочниками, слесарями. Многие из них принимали участие в революции 1905—1907 годов.

1 декабря 1924 года в селе был создан сельскохозяйственный кооператив «Красный пахарь». В 1928 году он стал называться «Майская заря»

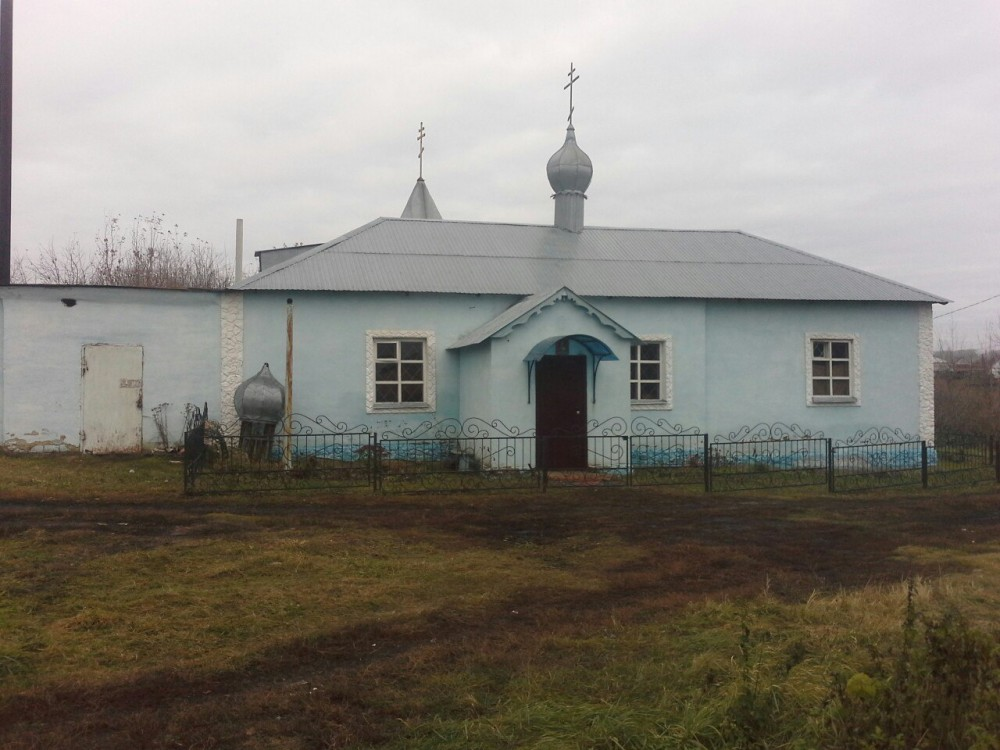
Церковь Николая Чудотворца в с. Левжа. Построена в 2003 году.

В 1930 году в селе на основании решения общего собрания крестьян, был образован колхоз 1 мая. Он просуществовал до 1960 года.
В 1931 году по «Списку населённых мест Средне-волжского края» в Левже было 373 двора, жило 1999 человек.
Не обошли стороной село и сталинские репрессии. 3 человека были расстреляны, 22 жителя отправили в тюрьмы. Впоследствии все осужденные были реабилитированы.
В Великую Отечественную войну на фронт ушли около 300 человек. 127 из них не вернулись.

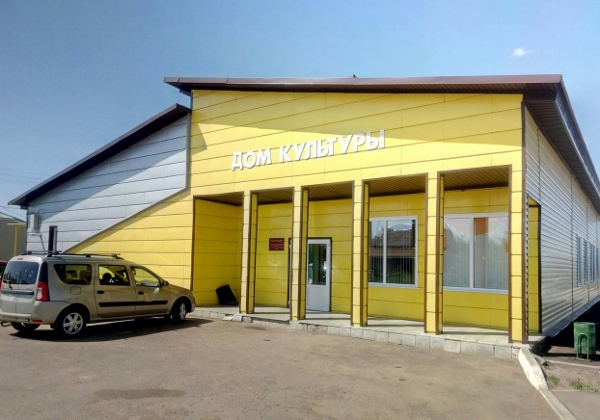
Дом культуры в с. Левжа. Построен в 2015 году.

В 1937 году в селе была закрыта церковь. Местный священник — Кочнев Артём Ильич был расстрелян. С 1953 года здание бывшей церкви было отдано под школу. Из-за небрежно брошенной спички она сгорела в 1976 году. В 1980 году была открыта новая современная школа. Сейчас Левженская школа это среднее общеобразовательное учреждение.

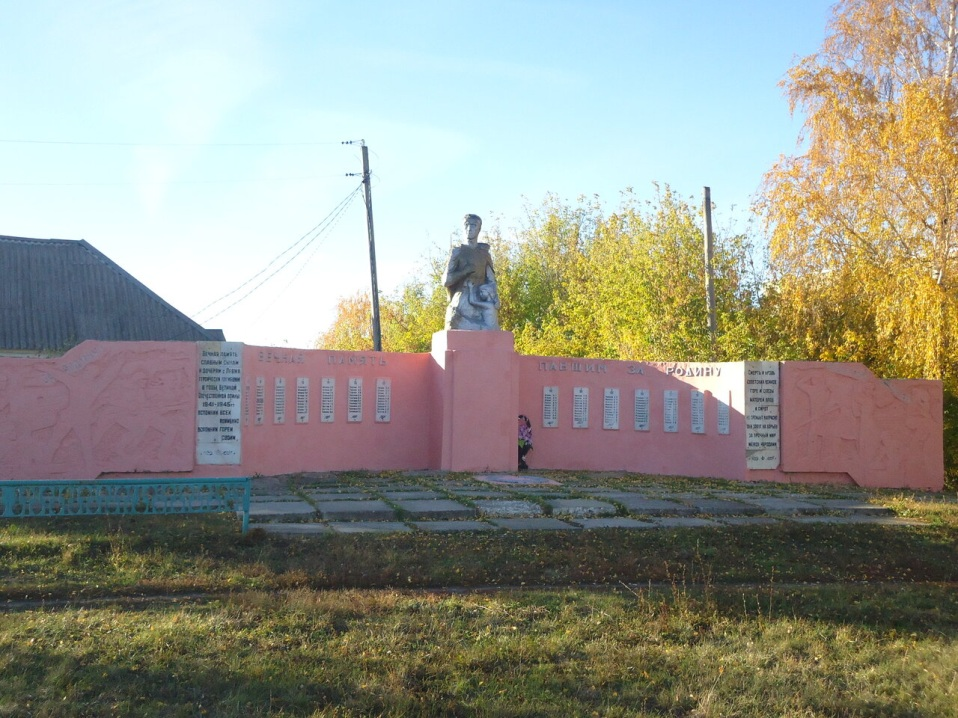
Памятник погибшим в Великой Отечественной войне солдатам-уроженцам села Левжа.

В 1960 году в селе построили клуб, а в 1965 — библиотеку.
В 2003 году силами прихожан была построена небольшая церковь, получившая имя в честь Николая Чудотворца.
29 августа 2015 года на территории села проходил I Межрегиональный фестиваль национальной культуры «Кургоня», имеющий гастрономический характер.
В декабре 2015 года был открыт новый дом культуры площадью 480 м², с зрительским залом на 150 мест, библиотекой, помещения для размещения классов детской школы искусств.

## Население
| 2002  | 2010  | 2012  | 2013  | 2014  | 2015  | 2016  |
| ----- | ----- | ----- | ----- | ----- | ----- | ----- |
| 1005  | ↗1036 | ↘1026 | →1026 | ↗1037 | ↘1028 | ↘1019 |
| 2017  | 2018  | 2019  | 2020  | 2021  |       |       |
| ↘1001 | ↘982  | ↘978  | ↘957  | ↗958  |       |       |

## Известные жители и уроженцы
В селе родилась певица Антонова Мария Николаевна (1926—2020).
Писатель Николай Иванович Учватов (1935—1990).
Актёр Учватов Павел Иванович (1928—1983).

## Инфраструктура
В селе имеется школа, библиотека, дом культуры, магазин, медпункт, детская площадка. В дома проведены свет и газ.

## Транспорт
С Рузаевкой установлено автобусное сообщение.